# DuckTales 2
DuckTales 2 (ダックテイルズ2?, Dakku Teiruzu 2) è un videogioco giapponese pubblicato nel 1993 per il Nintendo Entertainment System e il Game Boy e basato sulla serie TV d'animazione della Disney DuckTales - Avventure di paperi. È il sequel dell'originale DuckTales pubblicato sulle stesse console.

## Trama
Alcune parti della mappa del tesoro perduto sono state disseminate in varie parti della Terra e Paperon de' Paperoni dovrà trovarli prima del suo rivale Cuordipietra Famedoro per diventare finalmente il Papero più ricco del mondo.